# Кіт Дейтон

Кіт Дейтон (англ. Keith Dayton) (7 березня 1949) — американський генерал-лейтенант. Директор Європейського центру з вивчення питань безпеки ім. Джорджа Маршалла. Стратегічний радник Міністерства оборони України (з 2018). У 2020 — кандидат на посаду посла США в Україні, кандидатуру було відкликано.

## Життєпис
Генерал Дейтон здобув ступінь бакалавра гуманітарних наук у Коледжі Вільяма і Мері, ступінь магістра історії — у Кембридзькому університеті й ступінь магістра міжнародних відносин — в Університеті Південної Каліфорнії. Володіє російською мовою і трохи говорить німецькою.
Крім досвіду в військово-політичній сфері, за час своєї служби генерал Дейтон займав чотири командні посади як офіцер-артилерист, він також був офіцером з оперативних питань і начальником штабу. Він навчався в Гарвардському університеті за стипендіальною програмою Коледжу для вищого складу і був старшим науковим співробітником Сухопутних військ у Раді з міжнародних відносин у Нью-Йорку.
Крім того, генерал Дейтон працював директором з оперативних питань і директором по агентурної розвідки Розвідувального управління міністерства оборони у Вашингтоні, в тому числі був директором Групи з вивчення Іраку для операції «Іракська свобода» в Іраку; потім очолював Управління стратегії, планування та політики міністерства Сухопутних військ, перш ніж отримав призначення в Єрусалим в грудні 2005 р.
Генерал Дейтон пройшов навчання на курсі офіцерів-країнознавців в Інституті з вивчення Радянського Союзу Сухопутних військ США в Гарміш-Партенкірхені. Серед його призначень в цій області: офіцер штабу з військово-політичних питань (Сухопутних військ США) у Вашингтоні; військовий аташе США в Росії; і заступник начальника з військово-політичних питань відділу Європи та Африки Управління стратегічного планування та політики ОКНШ у Вашингтоні.
Він вийшов у відставку з дійсної військової служби 1 грудня 2010 року о званні генерал-лейтенанта, прослуживши в збройних силах понад 40 років. Його останнім призначенням на дійсній службі була посада Координатора США з питань безпеки між Ізраїлем і владою Палестинської автономії в Єрусалимі.
Директор Європейського центру з вивчення питань безпеки ім. Джорджа Маршалла.

## Погодження кандидатури на посаду посла США в Україні
1 травня 2020 року Білий дім повідомив, що Президент США Дональд Трамп номінував Дейтона на посаду посла США в Україні.
14 травня офіційне подання було отримане Сенатом Конгресу США, на початку травня сенатський комітет з міжнародних справ уперше обговорив ймовірне призначення Дейтона. 22 вересня 2020 року профільний комітет схвалив кандидатуру Дейтона на посаду посла США в Україні та передав її на схвалення Сенату.
У грудні преса повідомила, що кандидатура Дейтона навряд чи буде схвалена Сенатом та імовірно взагалі не буде виноситися на голосування, оскільки «він не є кар'єрним дипломатом», «його вважають політичним призначенцем», а політичні призначенці йдуть із посад зі зміною американської адміністрації.
3 січня 2021 року Сенат повернув подання на призначення Дейтона у Білий дім без розгляду.

## Нагороди та відзнаки
Серед його військових нагород — Медаль за видатну службу в Збройних силах (США) з двома пучками дубового листя, медаль СВ «За видатні заслуги» з пучком дубового листя, медаль міністерства оборони «За видатну службу» і орден Почесного легіону з пучком дубового листя.